# Herluf
Herluf ist ein männlicher Vorname aus Dänemark.

## Namensträger
- Herluf (Verden), 865–†874	Bischof von Verden
- Herluf Andersen (1931–2013), ehemaliger dänischer Bogenschütze
- Herluf Bidstrup (1912–1988), deutsch-dänischer Karikaturist
- Herluf Eriksen (1924–2016), dänischer Theologe
- Herluf Nygaard (1916–2001), norwegischer Militär
- Herluf Trolle (1516–1565), dänischer Admiral und Seeheld
- Herluf Børgesen Trolle (1716–1770), dänischer Oberst und Kammerherr
- Herluf Winge (1857–1923), dänischer Zoologe
- Herluf Zahle (1873–1941), dänischer Diplomat